# Seebrücke Dahme

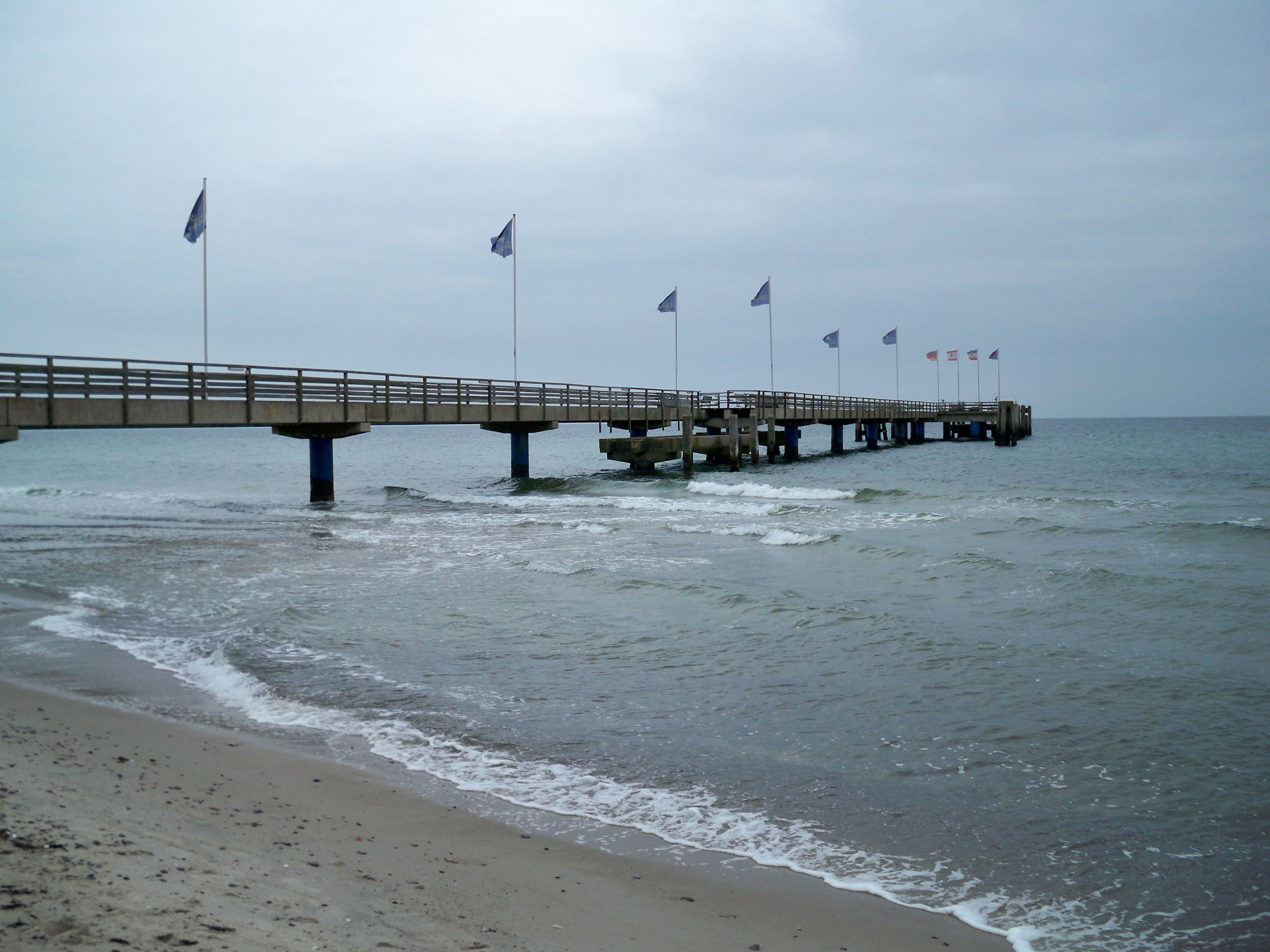
Die Dahmer Seebrücke im Oktober 2014

Die Seebrücke Dahme ist eine Seebrücke im Ostseeheilbad Dahme.

## Geschichte
Ab 1901 wurde das aufstrebende Ostseebad regelmäßig von Travemünde aus mit Dampfschiffen angelaufen. Die Schiffe mussten vor dem Strand ankern und die Dahmer Fischer übernahmen den weiteren Transport von Passagieren und Gepäck. Um das beschwerliche Ausbooten überflüssig zu machen, beantragten die Dahmer Bürger Theodor Schöning und Bernhard Reshöft, zusammen mit dem Kieler Bauunternehmen Stocks & Kolbe, am 27. Januar 1910 bei der Königlichen Wasserbauinspektion in Plön den Bau einer Landungsbrücke.
Die erste Brücke entstand aus 12 bis 14 Meter langen Eichenpfählen, die mit Pferdefuhrwerken aus heimischen Forsten herangeschleppt und mit einer Dampframme im Meeresboden verankert wurden. Ab 1912 konnten gleichzeitig drei Schiffe an der 275 Meter langen Seebrücke festmachen. Zur Brücke gehörte auch ein Gebäude für den Fahrkartenverkauf und die Gepäckabfertigung. Nach dem Ersten Weltkrieg wurde der Seebäderdienst wieder aufgenommen und bereits 1919 wurden in den Sommermonaten tägliche Fahrten von und nach Travemünde unterhalten. Im Februar 1922 wurde der größte Teil der Brücke durch eine Eisdrift weggerissen, nur der Brückenkopf und ein ufernahes Stück blieben stehen. Aufgrund der fortschreitenden Inflation kam eine Wiederherstellung zunächst nicht in Frage.
In den 1930er Jahren wurde die zweite Dahmer Seebrücke errichtet. Sie wurde im Winter 1941/1942 ebenfalls von einer Eisdrift zerstört und die Reste wurden gesprengt.
Als sich der Tourismus nach der Währungsreform erneut positiv entwickelte, mussten die auf dem Seeweg anreisenden Gäste wieder ausgebootet werden. Diese Unbequemlichkeit führte zu einem starken Rückgang der Passagierzahlen und so wurde die Linienschifffahrt nach Dahme 1953 eingestellt.
In den 1960er Jahren wurde die dritte Seebrücke gebaut. Sie bildete, zusammen mit dem Haus des Kurgastes, das Zentrum des damaligen Strandlebens. Auf dem Brückenkopf befand sich eine Wachstation der Deutschen Lebens-Rettungs-Gesellschaft mit einem auffälligen Niveaball als Wachturm. Die Heiligenhafener Reederei Willy Freter unternahm von der Seebrücke aus regelmäßige Angel- und Butterfahrten. Als Schutz vor den Stürmen wurden die Wachstation und die Beplankung jeweils in den Wintermonaten abgebaut. Bevor auch diese Brücke im Winter 1979 durch Eisdrift zerstört wurde, hatte man bereits im September 1978 mit dem Bau einer neuen Seebrücke begonnen.
Die vierte und heutige Dahmer Seebrücke entstand etwa 400 Meter weiter nördlich. Nach den Erfahrungen mit den Holzbrücken steht sie jetzt auf 28 Stahlpfählen und die Träger sind aus Stahlbeton gefertigt. Die Baukosten in Höhe von 1.230.000 Deutsche Mark wurden von der Konjunkturpolitik bezuschusst. Die 205 Meter lange und 3,5 Meter breite Brücke wurde am 21. Juni 1979 von Bürgermeister Werner Specht eingeweiht und für die Öffentlichkeit freigegeben.